# Côte d'Argent

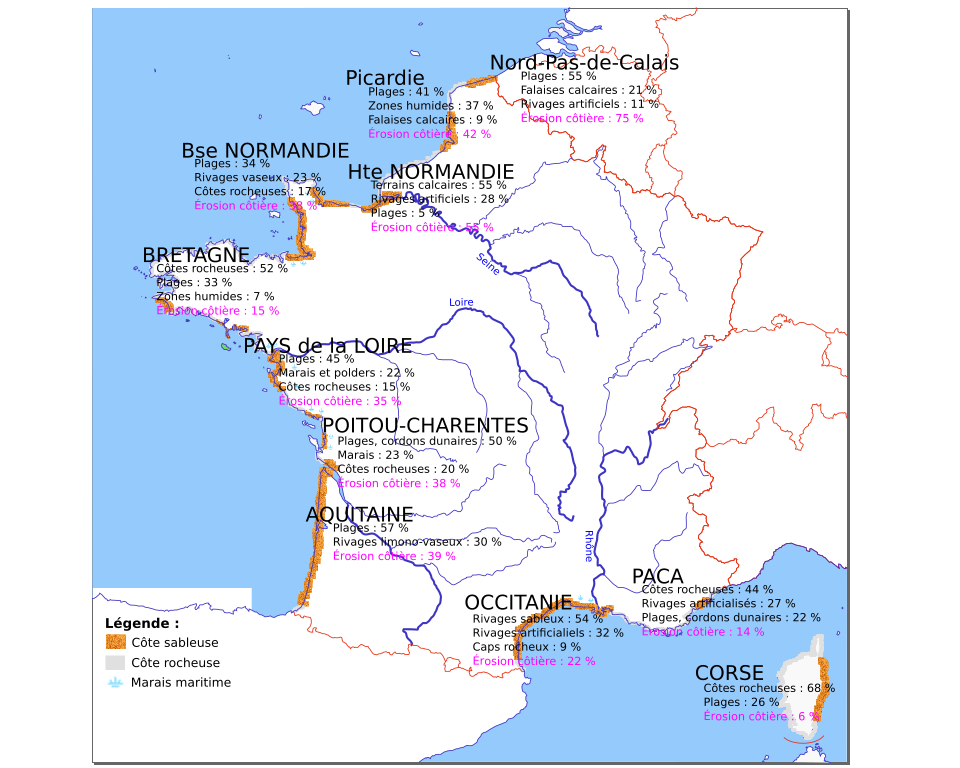
Géomorphologie des côtes de France. La Côte d'Argent fait partie des 1901 km des côtes sableuses (35,2 % du linéaire total) du littoral métropolitain.

La Côte d'Argent est un choronyme qui désigne une partie du littoral néo-aquitain dans le Sud-Ouest de la France, s'étendant le long des Landes de Gascogne, de l'estuaire de la Gironde (au sud de la Côte de Beauté) à celui de l'Adour (porte de la côte basque).
C'est une côte rectiligne, sablonneuse, baignée par l'océan Atlantique qui déferle en puissants rouleaux, induisant la fréquentation des surfeurs. Elle est bordée de hautes dunes (les plus hautes d'Europe), fixées par une forêt de pins maritimes (forêt des Landes) et abritant de nombreux lacs et étangs. Le sable apporté par la mer est de 15 à 18 m3 par mètre de côte et par an. Selon les variations des courants marins et dans une moindre mesure l'élévation du niveau de la mer liée au réchauffement climatique, c'est aussi une zone particulièrement vulnérable à l'aléa « érosion du trait de côte ».

## Origines
L’assainissement des Landes de Gascogne voulu par l’empereur Napoléon III, la fixation des dunes et du cours de l’Adour, l’arrivée des trains de la Compagnie des chemins de fer du Midi à Arcachon et Mimizan ont été des facteurs de développement très importants à la fin du XIXe siècle. Grâce à l’essor économique de la région, liée à l’exploitation de la forêt des Landes, les " grandes " familles vont établir leur lieu de villégiature estivale sur « la Côte », comme on commence à dire. Le climat de la région, la mode des bains de mer inspirée par les docteurs de l’époque et popularisée par l’Impératrice Eugénie séjournant à Biarritz, « lancent » les premières stations balnéaires d'Aquitaine.

## Naissance de la Côte d'Argent
Le littoral des Alpes-Maritimes a été le premier à être baptisé « Côte d’Azur » en 1887. En 1894, les stations balnéaires entre Cancale et le cap Fréhel (Saint-Malo, Dinard, Paramé) sont regroupées sous l’appellation de « Côte d'Émeraude », sur l’idée de l’avocat malouin Eugène Herpin. Ce mouvement étant lancé, il est logique que la côte aquitaine ait aussi sa couleur.
En 1905, le journaliste, reporter et poète Maurice Martin donne aux rivages de la côte Aquitaine le nom de « Côte d’Argent », expression inspirée des reflets argentés en surface de l’océan Atlantique. Cette appellation concerne dans un premier temps tout le littoral aquitain, de Royan à Hendaye. Selon un récit marqué d'un « vernis légendaire », il expose son idée qui serait le fruit d'une illumination littéraire, le 20 mars 1905 devant un parterre de journalistes et notables locaux lors d'une halte du Touring Club à Mimizan-les-bains alors qu'ils parcourent lettes et villages gascons en une mémorable caravane. Ce nouveau concept remporte l'approbation de l’assistance. En 1907, le Congrès national des sociétés de géographie consacre officiellement ce vocable. Diffusé avec succès, il est repris par photographes et affaires commerciales. La partie royannaise de la Côte d'Argent a été rebaptisée Côte de Beauté en 1930, la section au sud d'Anglet sera quant à elle renommée Côte basque.
Dans les années 1960/70, une mission interministérielle créée par décret du 20 octobre 1967, se voit confier l'aménagement touristique de l'ensemble de la côte aquitaine, en prenant exemple sur celui qui était en cours sur le littoral du Languedoc-Roussillon.
De nos jours, l'appellation « Côte d'Argent » tend à perdre un peu de sa force au profit de côte aquitaine ou côte landaise.

## Une dénomination aux contours variables
Bien que l'on considère souvent de nos jours que la Côte d'Argent se termine au sud à l'endroit où commence la Côte basque, certains auteurs estiment que la Côte d'Argent se prolonge jusqu'à l'embouchure de la Bidassoa. À commencer par son créateur, Maurice Martin, qui décrit la Côte d'Argent comme s'étendant "de l'embouchure de la Gironde à celle de la Bidassoa, de Royan à Hendaye". D'autres sources,, reprennent ces délimitations de façon plus ou moins explicite.

## Les stations
La Côte d'Argent, constitutive du golfe de Gascogne, compte parmi ses nombreuses stations :

### Gironde
- Soulac-sur-Mer
- Vendays-Montalivet
- Hourtin
- Carcans
- Lacanau
- Le Porge
- Lège-Cap-Ferret
- Andernos-les-Bains
- Lanton
- Arcachon
- Pyla-sur-Mer

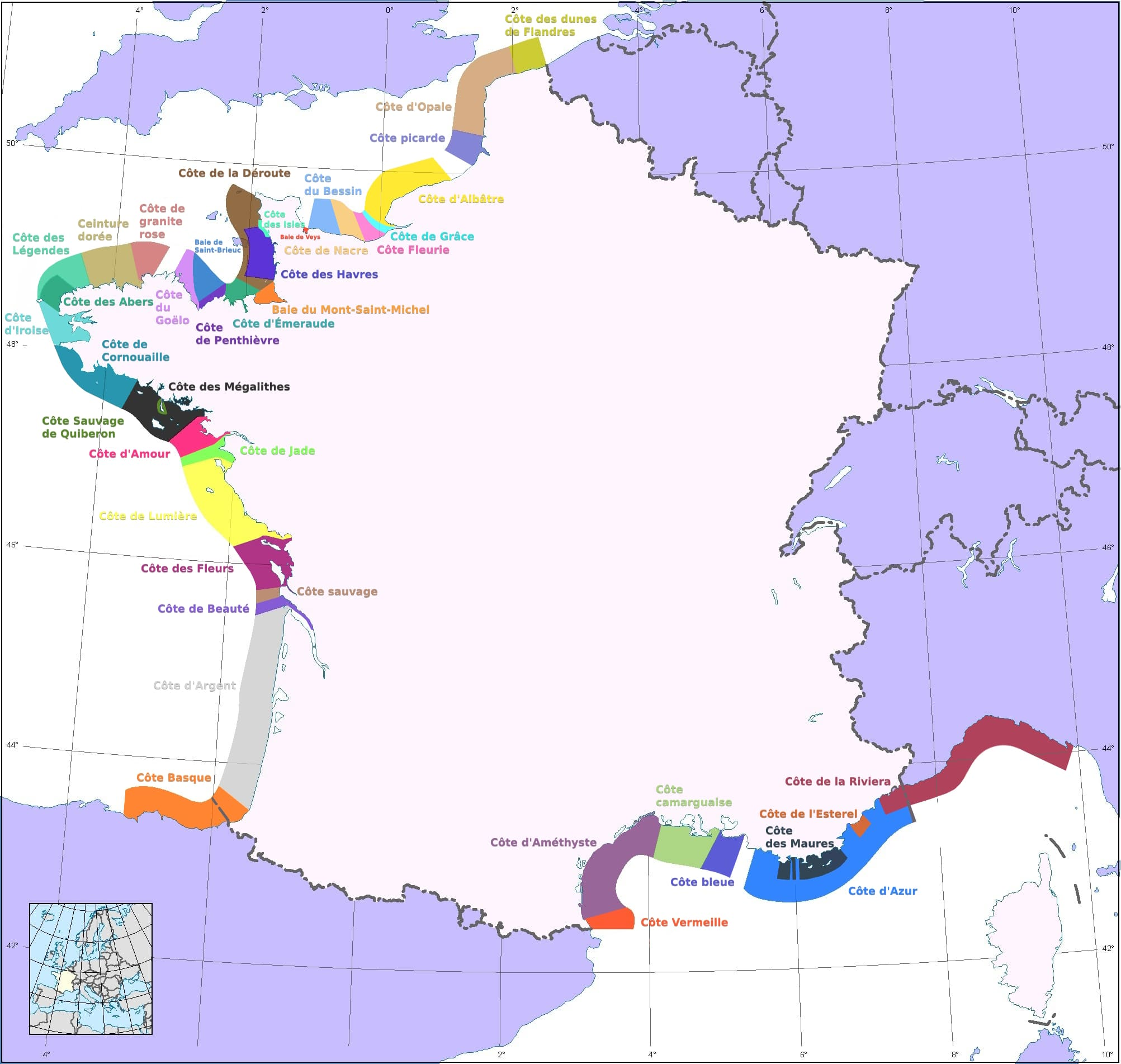
Localisation de la Côte d'Argent le long du littoral aquitain en couleur grise.
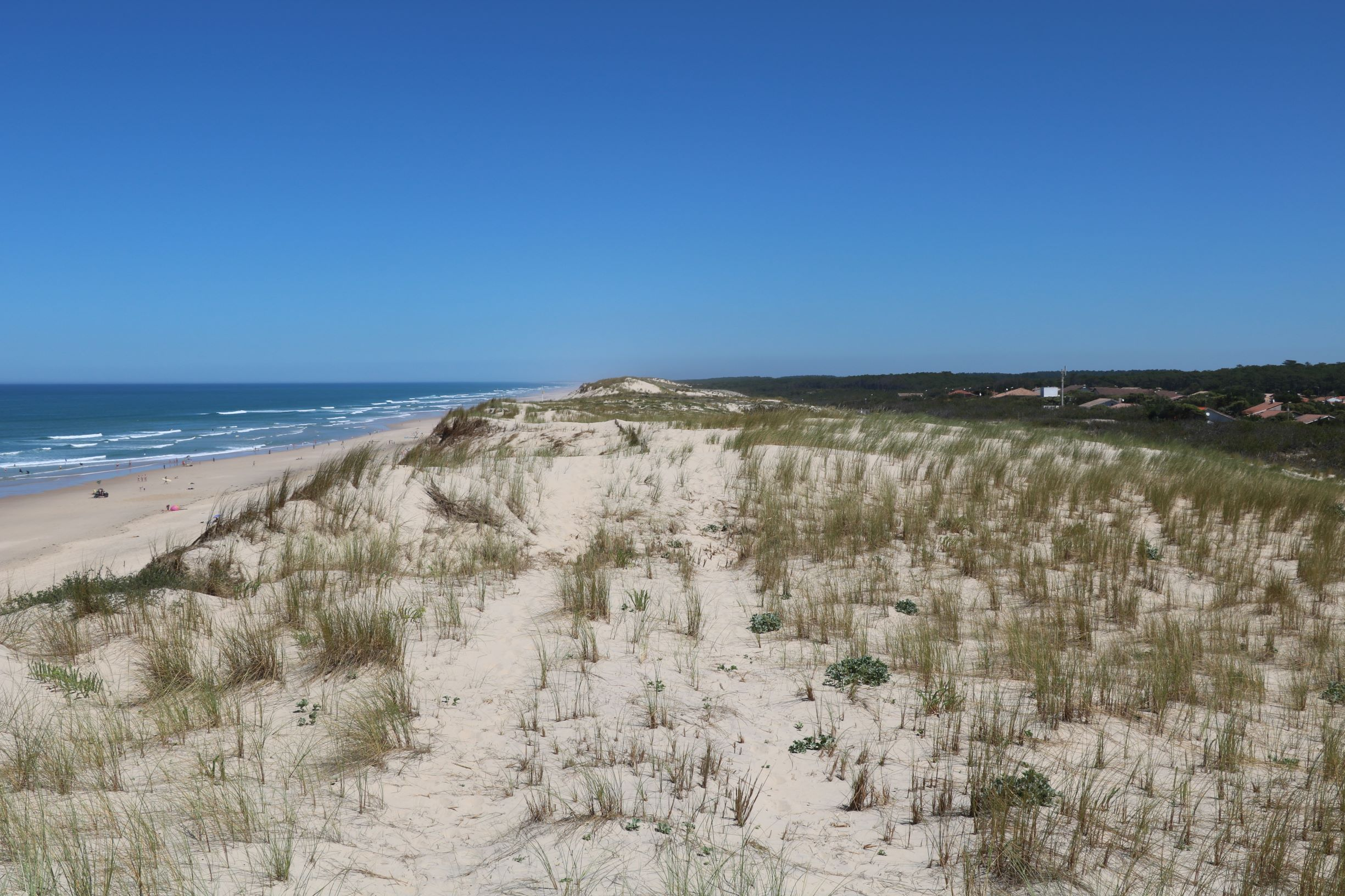
Dunes à Hourtin-Plage.
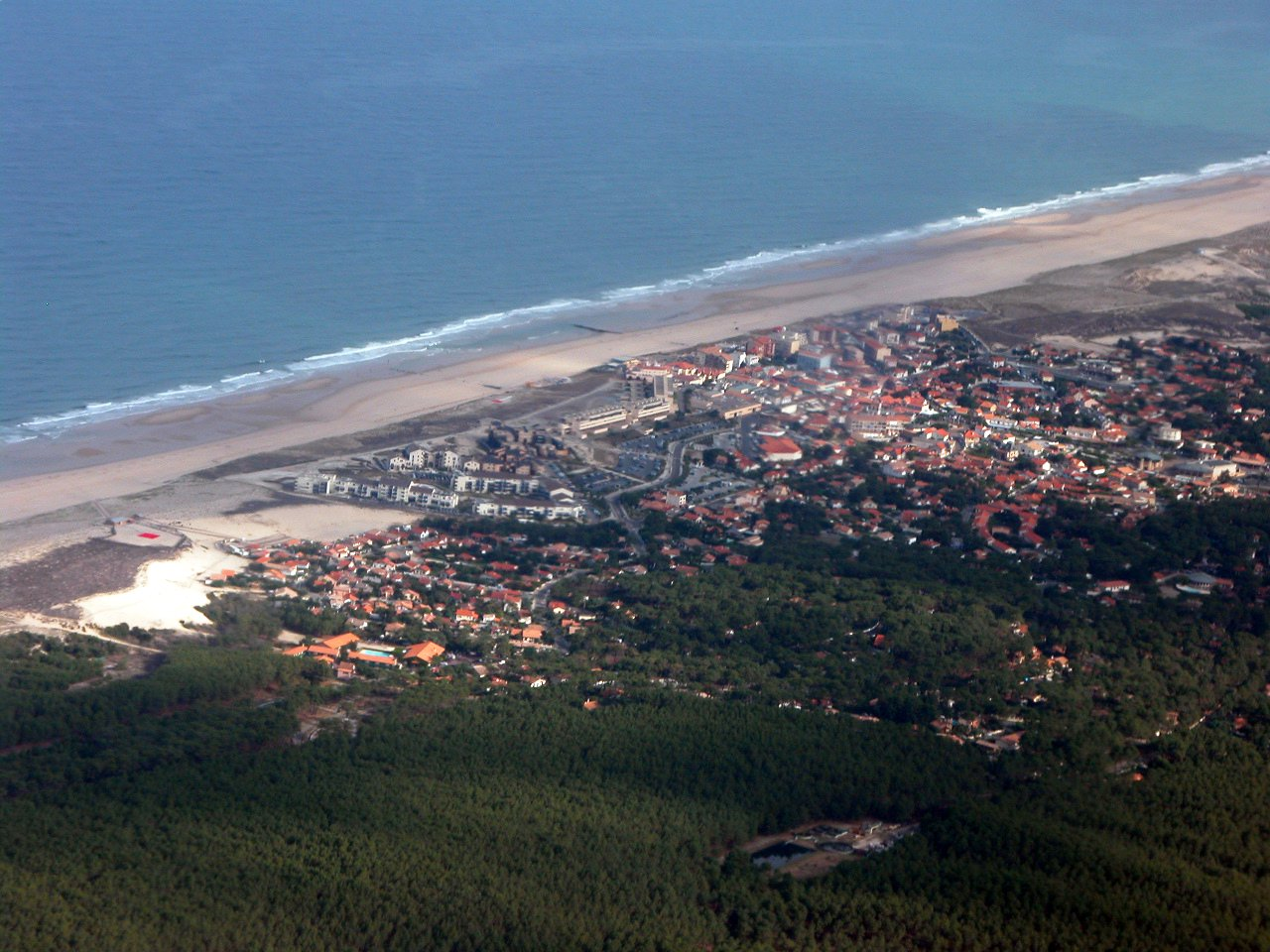
Côte d'Argent, vue aérienne du littoral dans le Médoc. On distingue tour à tour : la forêt des Landes, la station balnéaire de Lacanau, le cordon dunaire, la plage, l'océan.
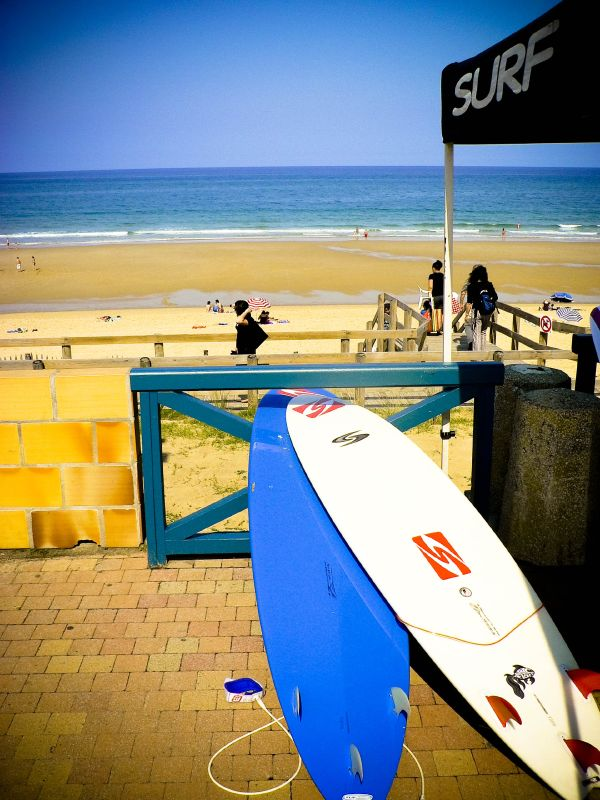
Surf à Lacanau.

### Landes
Avec 106 km de plage, le littoral landais constitue la plus grande plage de sable fin d'Europe.
- Biscarrosse
- Mimizan, surnommée la « perle de la Côte d'Argent »
- Contis, possédant le seul phare du département : le phare de Contis
- Lit-et-Mixe
- Vielle-Saint-Girons
- Moliets-et-Maa
- Messanges
- Vieux-Boucau-les-Bains
- Soustons-Plage
- Seignosse
- Soorts-Hossegor
- Capbreton, possédant le seul port de pêche du département : le port de Capbreton
- Labenne
- Ondres
- Tarnos

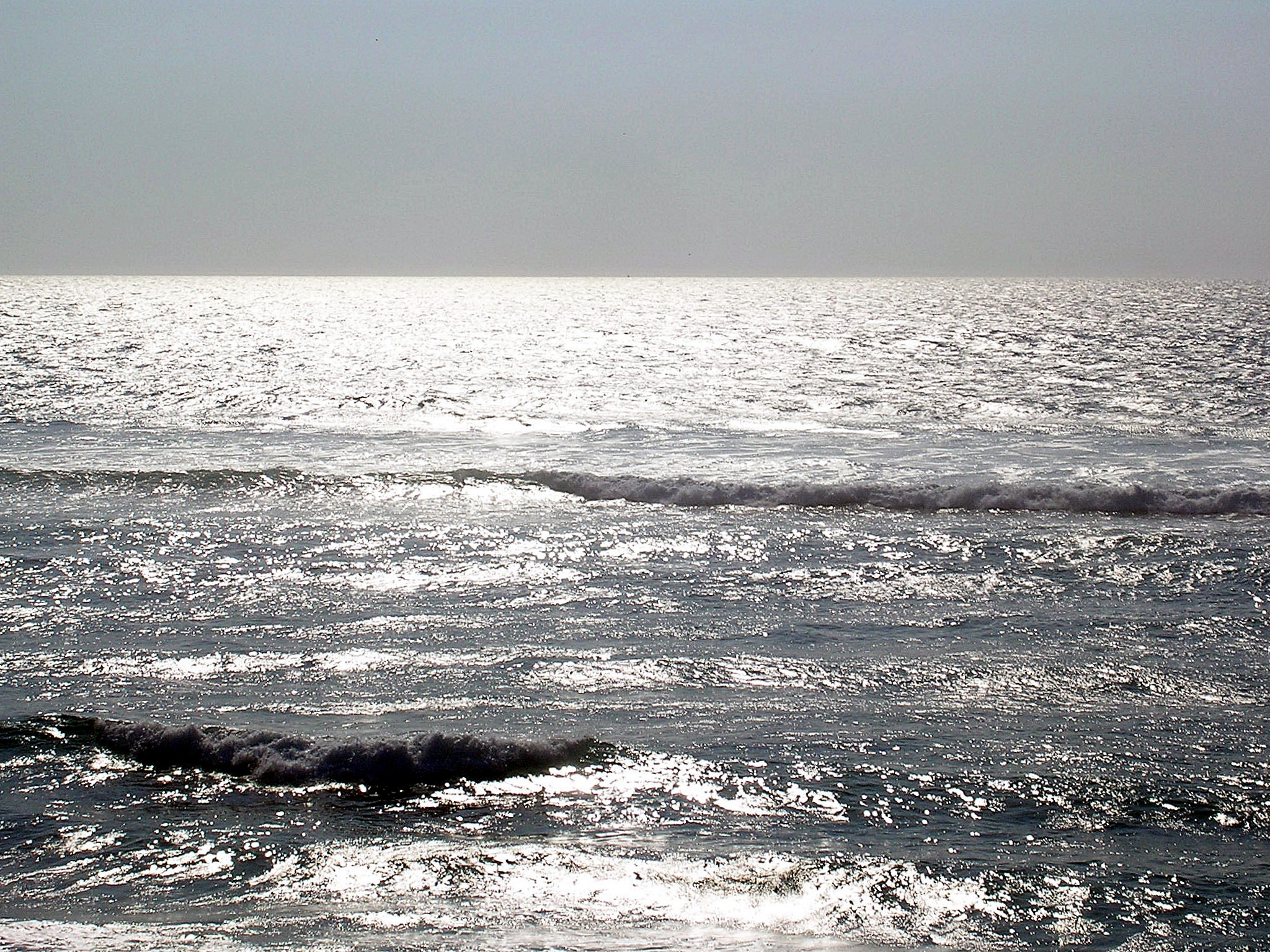
Reflets argentés de l'océan à Mimizan.
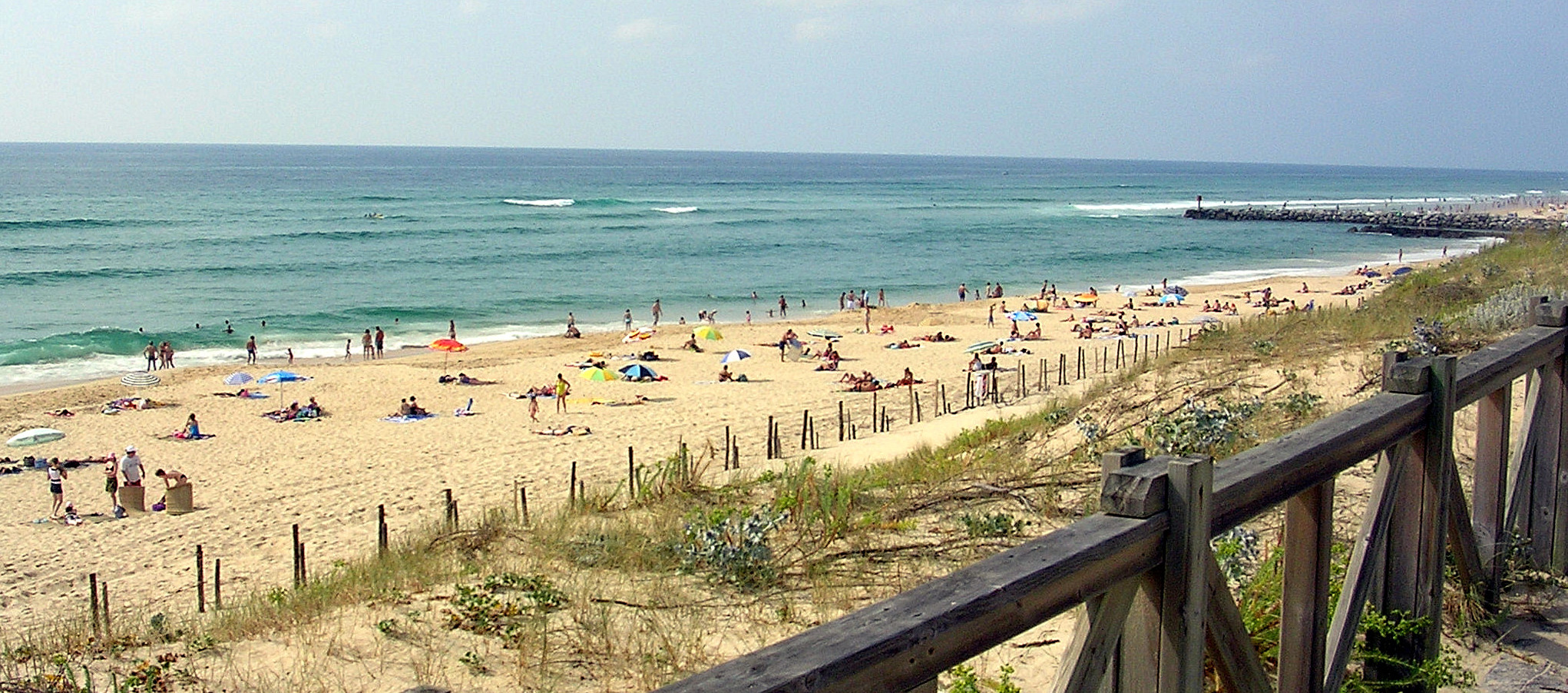
Tourisme balnéaire à Mimizan, plage sud.
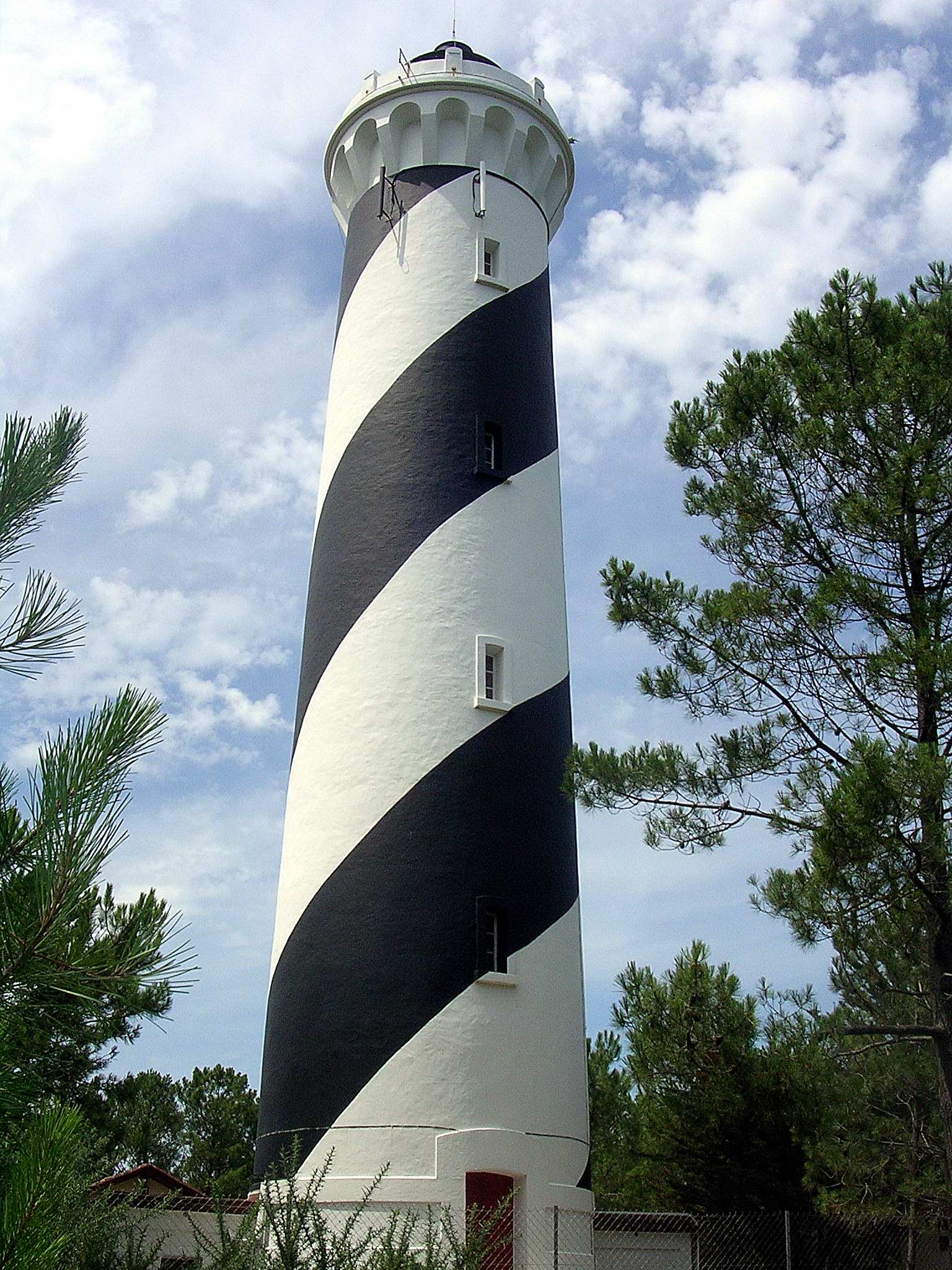
Phare de Contis.
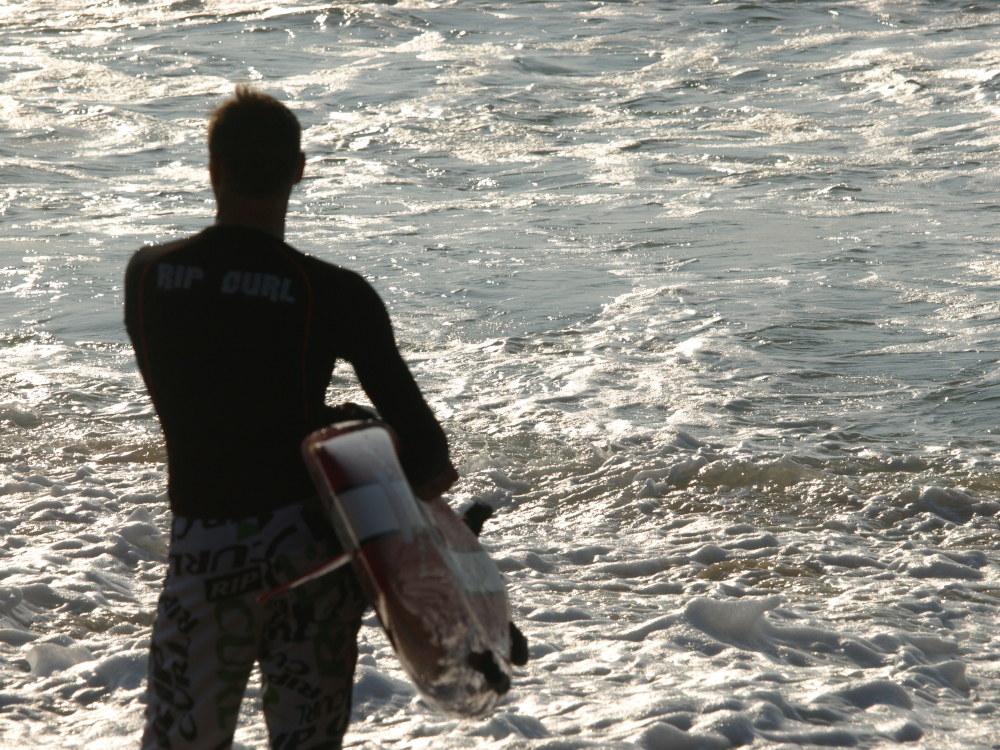
Quiksilver Pro France à Soorts-Hossegor.

### Pyrénées-Atlantiques
- Anglet

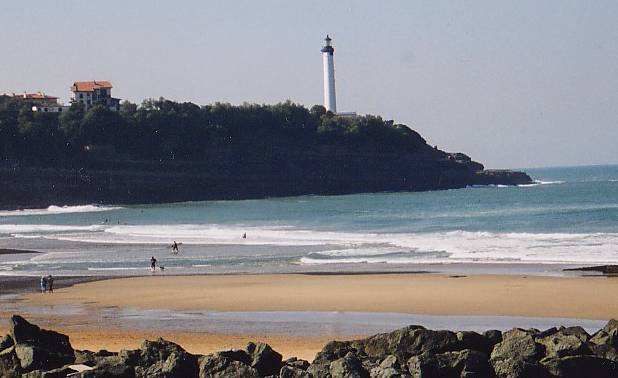
Plage de la chambre d'Amour, fin de la Côte d'Argent.

La côte sableuse se termine au niveau de la grotte de la Chambre d’Amour à Anglet. Passé ce lieu, la plage change radicalement d'aspect, les rochers remplacent le sable fin des Landes de Gascogne, c'est le début de la Côte basque. Selon les sources, la Côte d'Argent comprend aussi:
- Biarritz
- Bidart
- Guéthary
- Saint-Jean-de-Luz
- Urrugne
- Hendaye

## Sport

### Surf
- Spots : 
  - Hossegor (spot de surf)
  - La Salie
- Compétitions : 
  - Lacanau Pro
  - Quiksilver Pro France

### Course
- Trans Aq'

## Pâtisserie

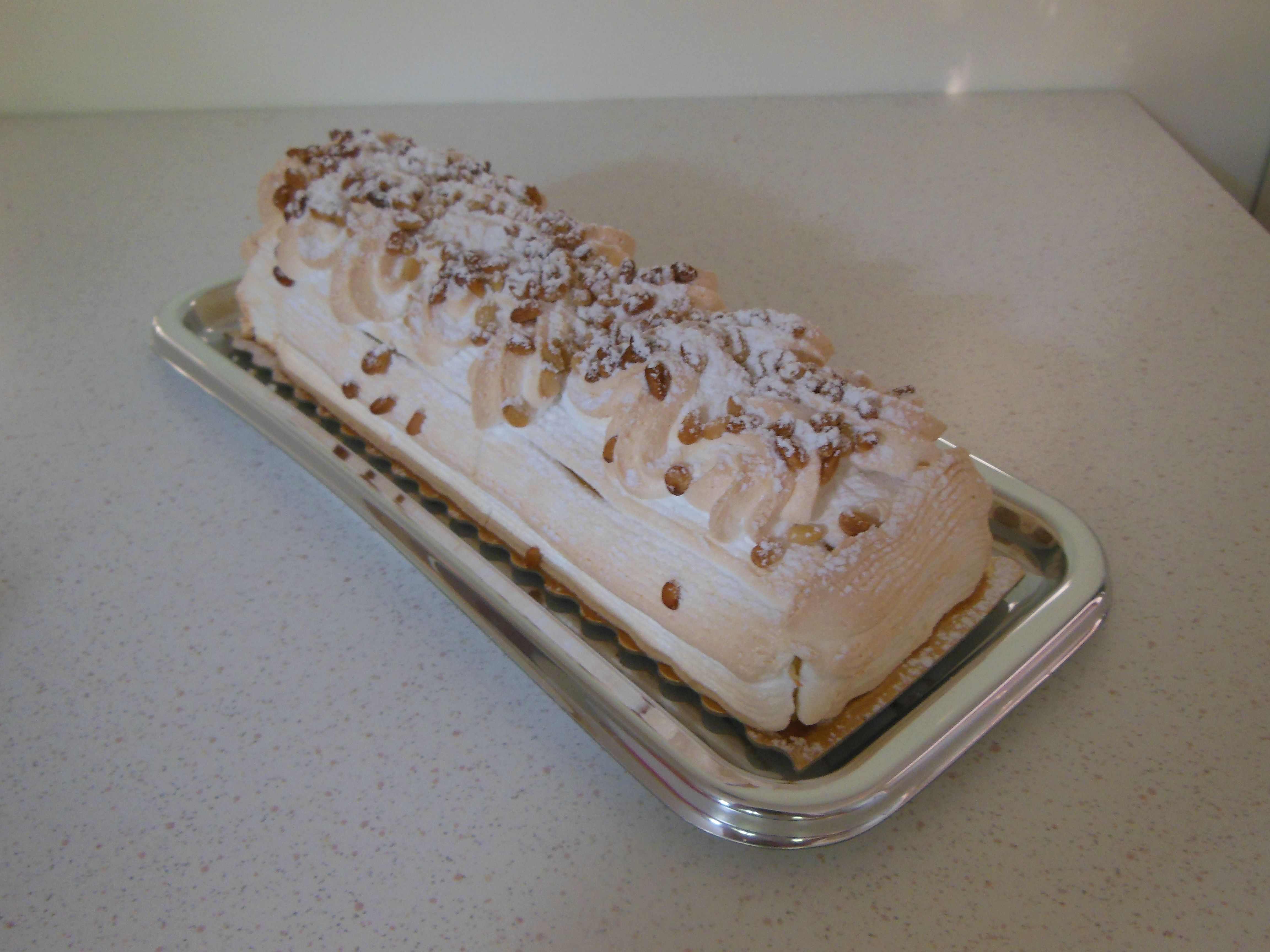
Côte d'Argent, enrobée de meringue italienne.

Côte d'Argent est le nom d'un gâteau roulé local du littoral aquitain, inventé par André Carrau, fait de génoise, de meringue italienne, de crème au rhum et de pignons.